# Arcas (Spagna)
Arcas è un comune spagnolo di 1 605 abitanti situato nella comunità autonoma di Castiglia-La Mancia.
Si è chiamato Arcas del Villar fino al 27 giugno 2013.
È costituito dal capoluogo Arcas e dalla località di Villar del Saz de Arcas.